# David Castañeda
David Castañeda, född 25 januari 1982, är en svensk artist som slog igenom i dokusåpan Fame Factory 2003 där han slutade på femte plats. Han var då 21 år gammal och framförde sin egenskrivna musik. Uppmärksamheten i Fame Factory resulterade i både eget singelsläpp, medverkan på samlingsskivor, turnéer och konserter. År 2003 hade han låten I'm Stupid (Don't Worry About Me) totalt 6 veckor på Sverigetopplistan med en åttondeplats som bästa notering.
Castañeda är huvudsakligen sångare men behärskar även flera instrument såsom gitarr, elbas och trummor. Sin musikaliska bana började Castañeda på allvar i tonåren, då med rockbanden Facelift, Fuser och Castaneda. Han är sångare, gitarrist och låtskrivare i rockbandet Audioholic.
Castañeda är ett välbekant namn i kristna lovsångssammanhang, blanda annat medverkade han i Gospel Night i Globen 2007..
Sommaren 2010 släppte Adora Records en lovsångsskiva med David Castañeda, "En sann verklighet". När han under hösten 2009 kontaktades av Adora Records hade han redan flera av sångerna färdiga och några av dem hade han även framförts live.
Albumet benämns enligt skivbolaget som gitarrdominerad lovsångsrock. Texterna är till största delen på svenska, men det finns även ett par engelska sånger. Skivan, som har 12 spår, gästas av Brenton Brown och Daniel Ornellas. Castañedas budskap med skivan "En sann verklighet" är enligt skivbolaget "att tro på det otroliga", och "vikten av att identifiera sig i Gud istället för sina gåvor eller omständigheter".